# Charlottesville Men's Pro Challenger
Il Charlottesville Men's Pro Challenger, noto in precedenza come Virginia National Bank Men's Pro Championship per motivi di sponsorizzazione, è un torneo professionistico di tennis giocato sul cemento indoor, che fa parte dell'ATP Challenger Tour. Si gioca annualmente al Boar's Head Sports Club di Charlottesville negli USA dal 2009.

## Albo d'oro

### Singolare
| Anno | Campione                              | Finalista                             | Punteggio                             |
| ---- | ------------------------------------- | ------------------------------------- | ------------------------------------- |
| 2024 | James Trotter                         | Nishesh Basavareddy                   | 6–3, 6–4                              |
| 2023 | Beibit Zhukayev                       | Aidan Mayo                            | 6–3, 6–4                              |
| 2022 | Ben Shelton                           | Christopher Eubanks                   | 7–6(4), 7–5                           |
| 2021 | Stefan Kozlov                         | Aleksandar Vukic                      | 6–2, 6–3                              |
| 2020 | Annullato per pandemia di Coronavirus | Annullato per pandemia di Coronavirus | Annullato per pandemia di Coronavirus |
| 2019 | Vasek Pospisil                        | Brayden Schnur                        | 7–6(2), 3–6, 6–2                      |
| 2018 | Tommy Paul                            | Peter Polansky                        | 6–2, 6–2                              |
| 2017 | Tim Smyczek                           | Tennys Sandgren                       | 6(5)–7, 6–3, 6–2                      |
| 2016 | Reilly Opelka                         | Ruben Bemelmans                       | 6–4, 2–6, 7–6(5)                      |
| 2015 | Noah Rubin                            | Tommy Paul                            | 3–6, 7–6(7), 6–3                      |
| 2014 | James Duckworth                       | Liam Broady                           | 5–7, 6–3, 6–2                         |
| 2013 | Michael Russell                       | Peter Polansky                        | 7–5, 2–6, 7–6(5)                      |
| 2012 | Denis Kudla                           | Alex Kuznetsov                        | 6–0, 6–3                              |
| 2011 | Izak van der Merwe                    | Jesse Levine                          | 4–6, 6–3, 6–4                         |
| 2010 | Robert Kendrick                       | Michael Shabaz                        | 6–2, 6–3                              |
| 2009 | Kevin Kim                             | Somdev Devvarman                      | 6–4, 6(8)–7, 6–4                      |

### Doppio
| Anno | Campioni                               | Finalisti                             | Punteggio                             |
| ---- | -------------------------------------- | ------------------------------------- | ------------------------------------- |
| 2024 | Robert Cash James Tracy                | Chris Rodesch William Woodall         | 4–6, 7–6(7), [10–7]                   |
| 2023 | John-Patrick Smith (2) Sem Verbeek     | Denis Kudla Thai-Son Kwiatkowski      | 3–6, 6–3, [10–5]                      |
| 2022 | Julian Cash Henry Patten               | Alex Lawson Artem Sitak               | 6–2, 6–4                              |
| 2021 | William Blumberg Max Schnur            | Treat Conrad Huey Frederik Nielsen    | 3–6, 6–1, [14–12]                     |
| 2020 | Annullato per pandemia di Coronavirus  | Annullato per pandemia di Coronavirus | Annullato per pandemia di Coronavirus |
| 2019 | Mitchell Krueger Blaž Rola             | Sekou Bangoura Blaž Kavčič            | 6–4, 6–1                              |
| 2018 | Harri Heliövaara Henri Laaksonen       | Toshihide Matsui Frederik Nielsen     | 6–3, 6–4                              |
| 2017 | Denis Kudla Danny Thomas               | Jarryd Chaplin Miķelis Lībietis       | 6(4)–7, 1–4 rit.                      |
| 2016 | Brian Baker Samuel Groth               | Brydan Klein Ruan Roelofse            | 6–3, 6–3                              |
| 2015 | Chase Buchanan Tennys Sandgren         | Peter Polansky Adil Shamasdin         | 3–6, 6–4, [10–5]                      |
| 2014 | Treat Conrad Huey (2) Frederik Nielsen | Lewis Burton Marcus Willis            | 3–6, 6–3, [10–2]                      |
| 2013 | Steve Johnson Tim Smyczek              | Jarmere Jenkins Donald Young          | 6–4, 6–3                              |
| 2012 | John Peers John-Patrick Smith (1)      | Jarmere Jenkins Jack Sock             | 7–5, 6–1                              |
| 2011 | Treat Conrad Huey (1) Dominic Inglot   | John Paul Fruttero Raven Klaasen      | 4–6, 6–3, [10–7]                      |
| 2010 | Robert Kendrick Donald Young           | Ryler DeHeart Pierre-Ludovic Duclos   | 7–6(5), 7–6(3)                        |
| 2009 | Martin Emmrich Andreas Siljeström      | Dominic Inglot Rylan Rizza            | 6–3, 6–2                              |